# Survivor’s Remorse
Survivor’s Remorse – komediowy amerykański, serial telewizyjny wyprodukowany przez SpringHill Productions oraz Werner Entertainment O’Malley Ink. Pomysłodawcą serialu jest Mike O’Malley.
Serial był emitowany od 4 października 2014 roku do 22 października 2017 roku przez stację Starz.

11 października 2017 roku, stacja Starz ogłosiła zakończenie produkcji serialu po 4 sezonie

## Fabuła
Serial opowiada o Cam Calloway, młodym utalentowanym koszykarzu, który podpisuje wielomilionowy kontrakt z klubem koszykarskim. 
Razem ze swoim kuzynem przeprowadza się do Georgii i rozpoczyna tam trudną drogę do sukcesu, w który bardzo wierzy.

## Obsada
- Jessie T. Usher jako Cam Calloway[3]
- RonReaco Lee  jako Reggie Vaughn[3]
- Erica Ash jako Mary Charles „M-Chuck” Calloway[3]
- Teyonah Parris jako Missy Vaughn[3]
- Tichina Arnold as  jako Cassie Calloway[3]
- Mike Epps jako Uncle Julius[3]

## Role drugoplanowe
- Chris Bauer jako Jimmy Flaherty

## Odcinki
| Sezon | Sezon | Odcinki | Oryginalna emisja   | Oryginalna emisja    | Oryginalna emisja | Oryginalna emisja | Oryginalna emisja |
| Sezon | Sezon | Odcinki | Premiera sezonu     | Finał sezonu         | Premiera sezonu   | Finał sezonu      |                   |
| ----- | ----- | ------- | ------------------- | -------------------- | ----------------- | ----------------- | ----------------- |
|       | 1     | 6       | 4 października 2014 | 8 listopada 2014     | brak danych       | brak danych       |                   |
|       | 2     | 10      | 22 sierpnia 2015    | 24 października 2015 | brak danych       | brak danych       |                   |
|       | 3     | 10      | 24 lipca 2016       | 25 września 2016     | brak danych       | brak danych       |                   |
|       | 4     | 10      | 20 sierpnia 2017    | 22 października 2017 | brak danych       | brak danych       |                   |

## Produkcja
5 lutego 2014 roku, stacja Starz zamówiła serial na sezon 2014

10 października 2014 roku stacja Starz zamówiła 2 sezon serialu.

3 września 2015 roku stacja Starz zamówiła 3 sezon serialu.

24 sierpnia 2016 roku stacja Starz zamówiła 4 sezon serialu.